# جزر هوشستتري
جزر هوشستتري (الاسم العلمي:Daucus hochstetteri) هو نوع من النباتات يتبع جنس الجزر من الفصيلة الخيمية.